# Pattinaggio di figura ai I Giochi olimpici giovanili invernali - Coppie
La gara delle coppie di pattinaggio di figura ai I Giochi olimpici giovanili invernali di Innsbruck 2012 si è tenuta alla Olympiahalle il 14 e il 16 gennaio. Hanno preso parte a questa gara 10 atleti in rappresentanza di 4 nazioni.

## Risultati
| Pos.    | Nome                                 | Nazione     | Totale | PC    | PL     |
| ------- | ------------------------------------ | ----------- | ------ | ----- | ------ |
| Oro     | Yu Xiaoyu Jin Yang                   | Cina        | 153,82 | 51,79 | 102,03 |
| Argento | Lina Fëdorova Maksim Miroškin        | Russia      | 134,19 | 49,32 | 84,87  |
| Bronzo  | Anastasija Dolidze Vadim Ivanov      | Russia      | 112,72 | 38,75 | 73,97  |
| 4       | Caitlin Belt Michael Johnson         | Stati Uniti | 109,61 | 38,65 | 70,96  |
| 5       | Jelizaveta Usmanceva Vladyslav Lysov | Ucraina     | 95,35  | 34,81 | 60,54  |